# Gulfam Malik

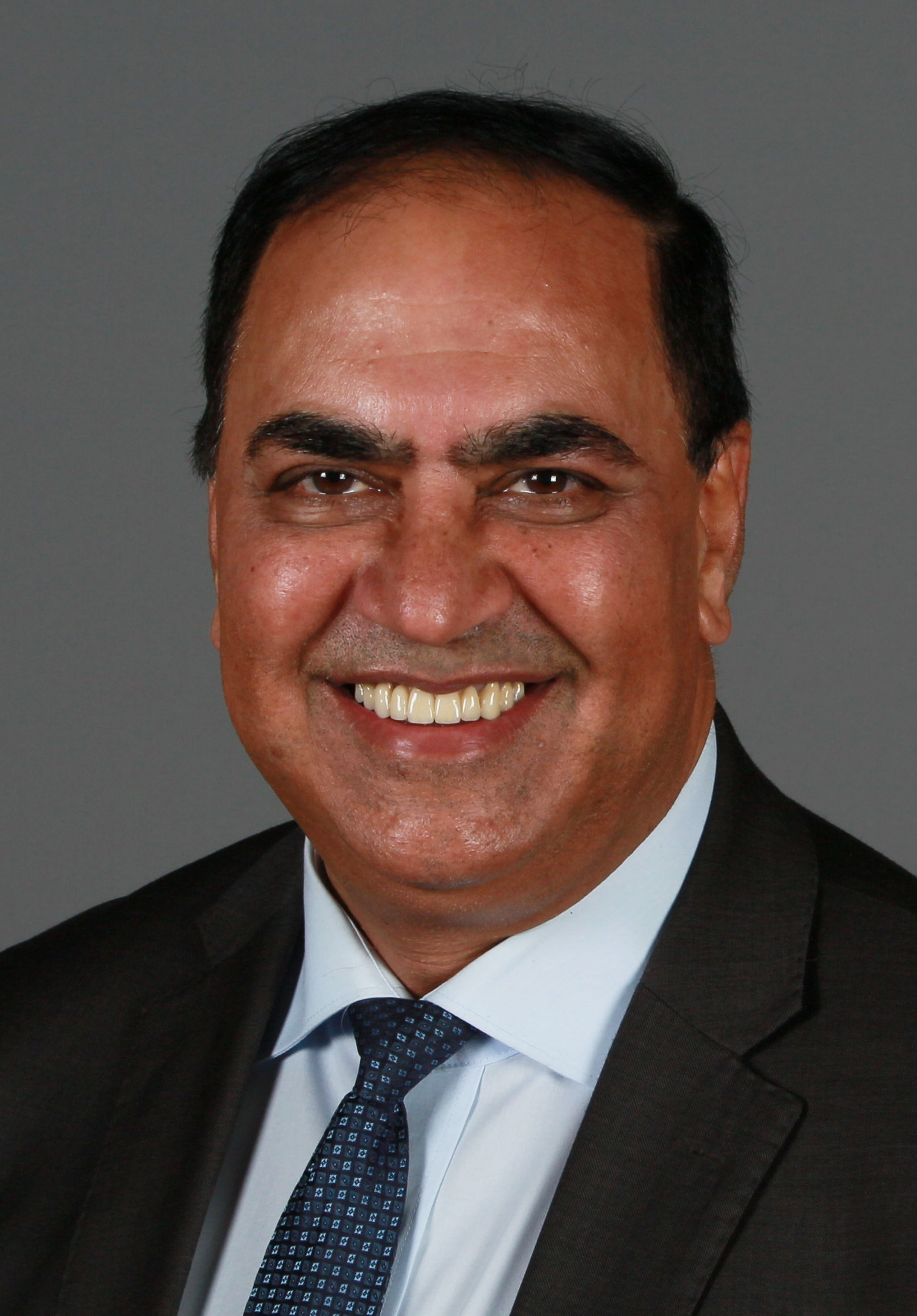
Gulfam Malik (2018)

Gulfam Malik (* 15. März 1957 in Pakistan) ist ein deutscher Politiker (SPD) und seit 2015 Abgeordneter in der Hamburgischen Bürgerschaft.

## Leben
Gulfam Malik wuchs in Pakistan auf und kam mit 18 Jahren nach Hamburg, wo er heute als selbständiger Kaufmann im Blumenhandel tätig ist. 2009 gründete er das Langenhorner Bürgerforum.
Malik hat seit 2008 ein Mandat in der Bezirksversammlung Hamburg-Nord inne. Seit 2014 ist er Vorsitzender des SPD-Distrikts Langenhorn-Süd. Bei der Bürgerschaftswahl in Hamburg 2015 zog er über den Wahlkreis Fuhlsbüttel – Alsterdorf – Langenhorn in die Bürgerschaft ein. Er ist Mitglied des Innenausschusses, des Ausschusses für Europa und Internationales sowie des Umwelt- und Energie-Ausschusses.
Am 23. Februar 2020 gelang Malik erneut der Einzug in die Hamburgische Bürgerschaft.